# Шамац
Шамац (босн. Bosanski Šamac, серб. Шамац, хорв. Bosanski Šamac)  —  город в северо-восточной части Боснии и Герцеговины. Административный центр одноимённой общины. Входит в регион Добой Республики Сербской. Город расположен на реке Сава, при впадении в неё реки Босна, на границе с Хорватией.

## Название
До боснийской войны город имел название Босански-Шамац. Затем правительством Республики Сербской введено (затем временно отменено судом БиГ) и вновь утверждено название Шамац.

## Население
Численность населения города по переписи 2013 года составила 5 390 человек, общины — 19 041 человек.
Этнический состав населения города по переписи 1991 года:
- босняки — 2.178 (34,90 %);
- сербы — 1.755 (28,12 %);
- югославы — 1.195 (19,15 %);
- хорваты — 827 (13,25 %);
- другие — 284 (4,55 %).

Всего: 6.239 чел.